# Daniel Gevril

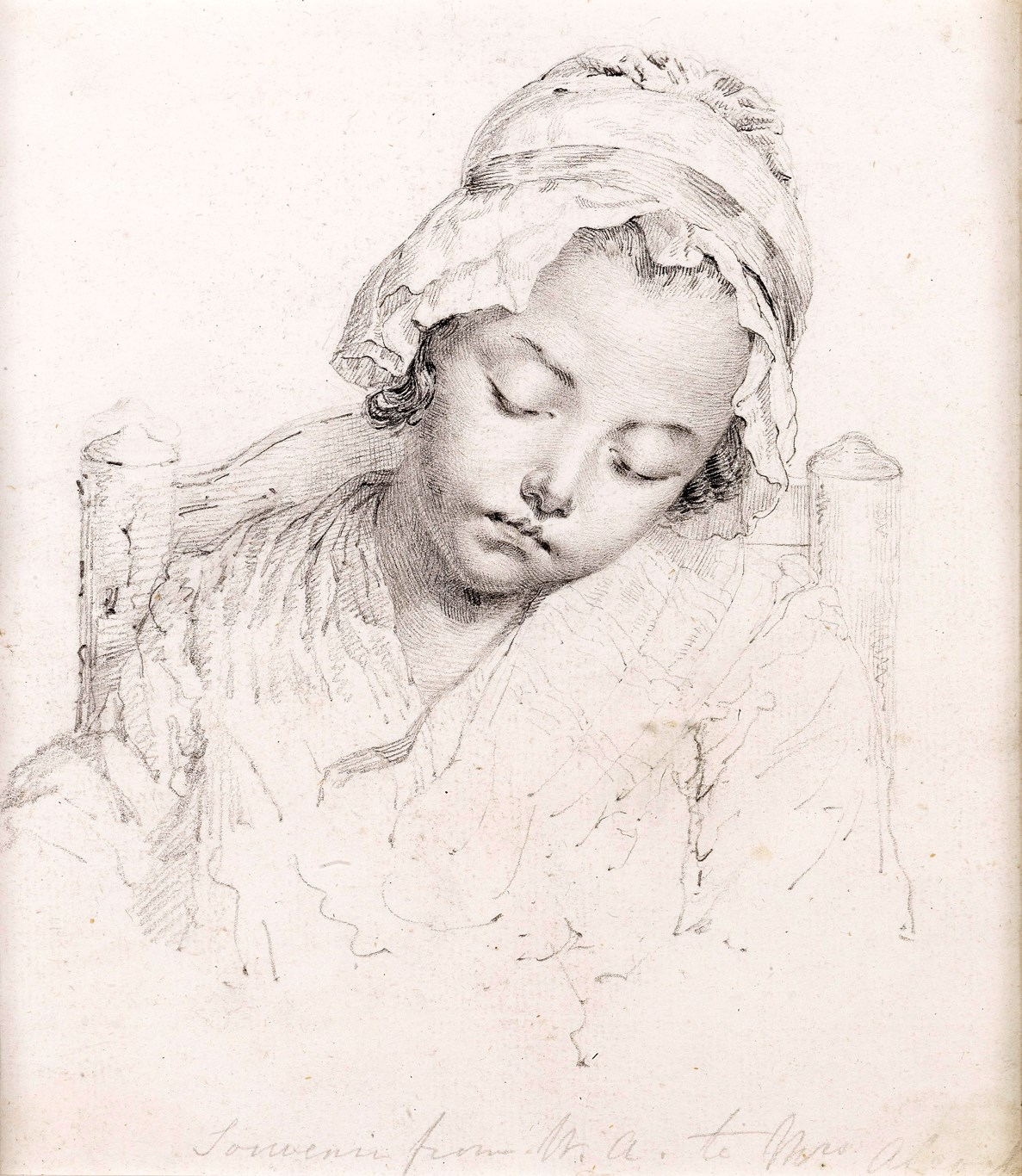
Schlafendes Mådchen

Daniel Gevril (* 6. November 1803 in Carouge bei Genf; † 24. Juli 1875 ebenda) war ein Schweizer Maler und Zeichenlehrer.
Daniel Gevril war ein Mitglied der von Jacques Gevril begründeten Uhrmacherfamilie Gevril. Er wurde an der Ecole des Dessin in Genf zunächst bei François-Gédéon Reverdin ausgebildet, dann bei Joseph Hornung. Er nahm zwischen 1820 und 1861 häufig an Ausstellungen teil. So zeigte er 1820 und 1826 Porträtzeichnungen, 1829 und 1830 mit Emaildekor verzierte Uhrzifferblätter von Jean-Léonard Lugardon und Joseph Hornung. Ab 1830 malte er ausschliesslich Porträts. Gevril war 1829/30 als Zeichenlehrer an der Berliner Akademie in Neuchâtel, von 1847 bis zu seinem Tode an einer Schule in Carouge tätig. Zu seinen Schülern gehörte Joseph Mégard.